# Hochleite 71

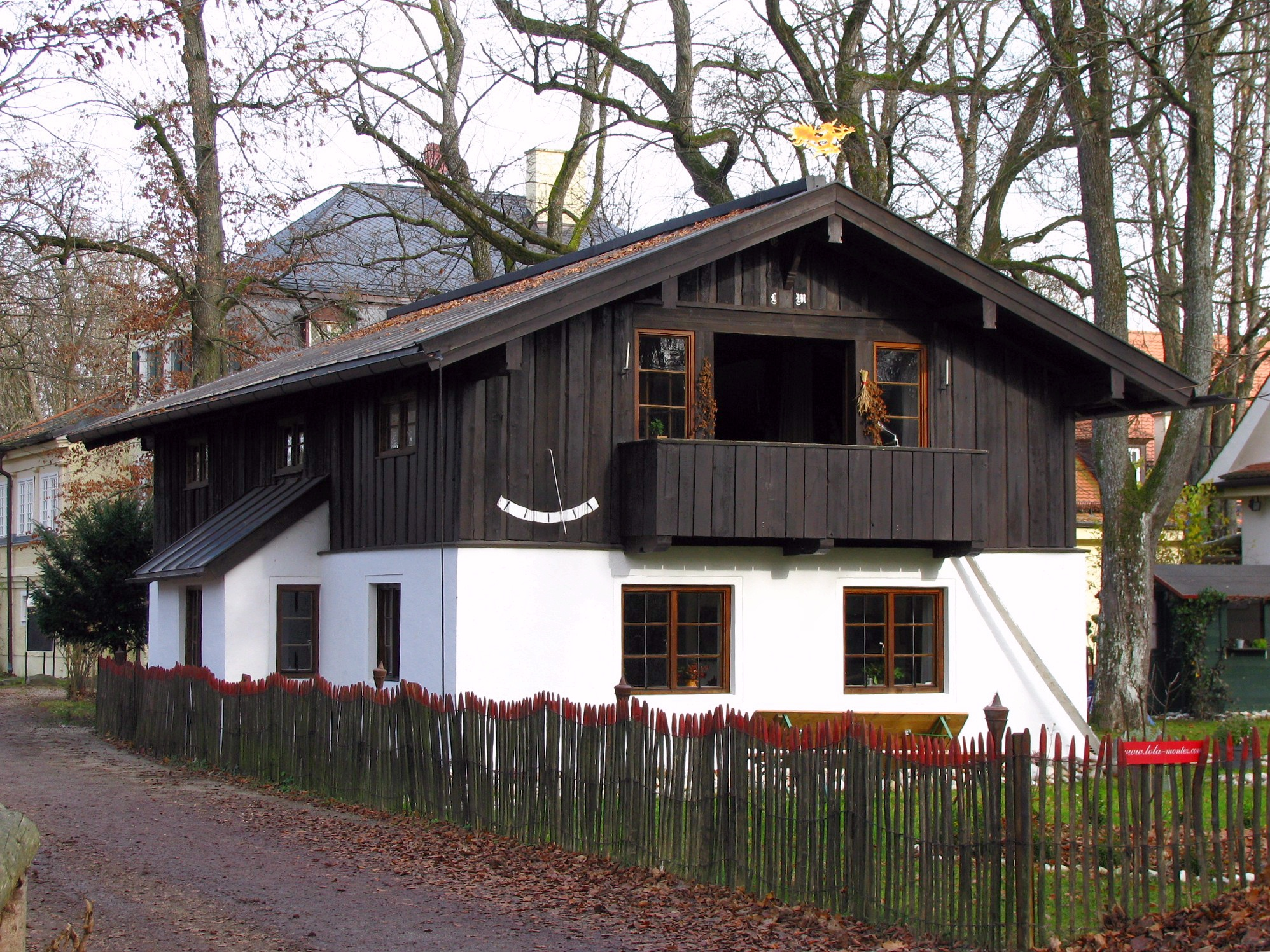
Hochleite 71, Blick von Südwesten

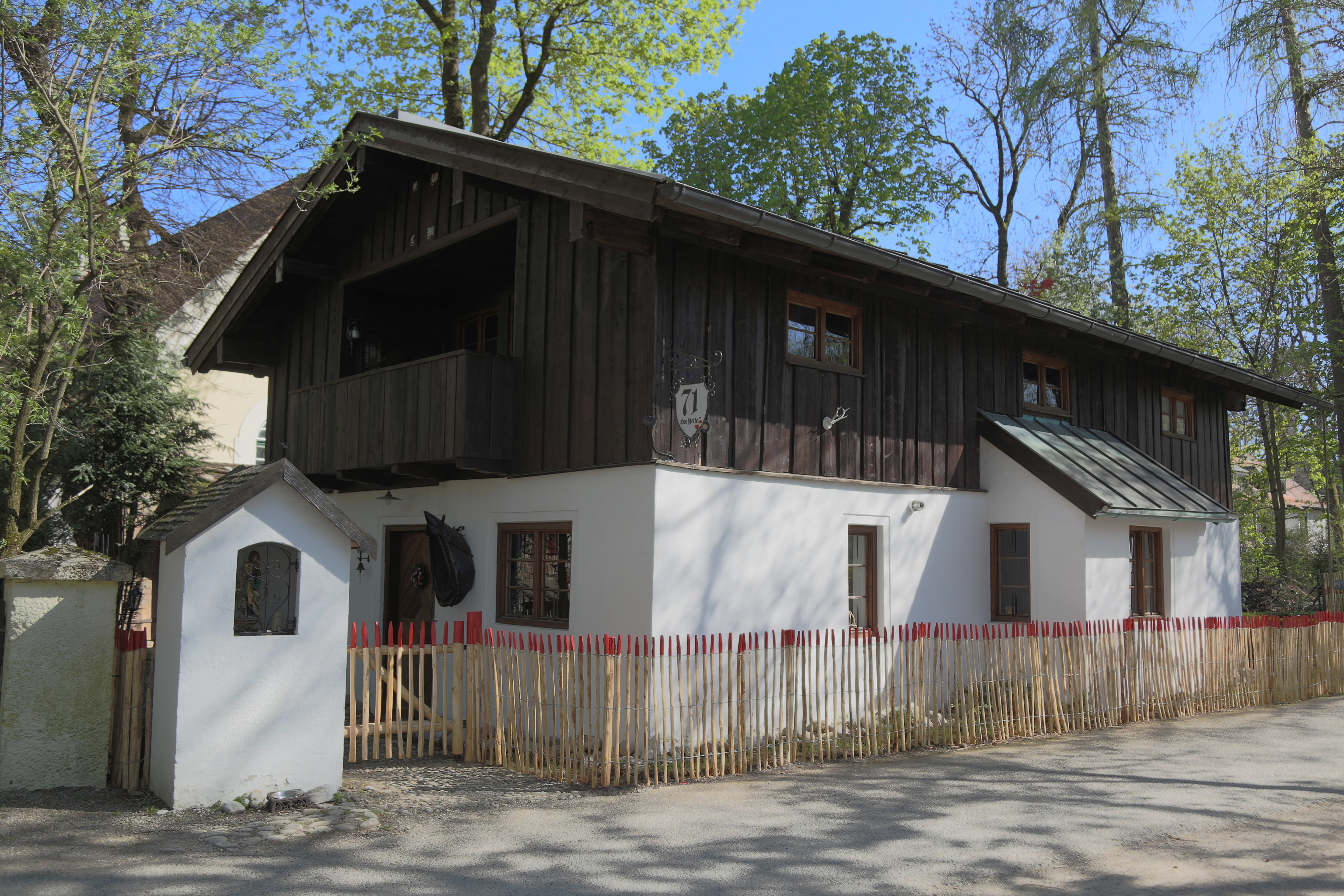
Ansicht von Nordwesten

Das Haus Hochleite 71 ist ein kleines Gebäude im Schweizer Landhausstil am Isarhochufer im Münchner Stadtteil Harlaching. Es handelt sich um ein südlich anschließendes Nebengebäude des Gutshofes Menterschwaige und steht wie der Gutshof aber als eigenständiges Objekt unter Denkmalschutz. Im Haus befindet sich auf zwei Etagen je ein Raum zu etwa 70 m². Es ist umgeben von einem 400 m² großen Garten, der mit geviertelten Kastanien-Rundlingen eingesäumt ist.

## Geschichte
Das Baujahr des Gebäudes ist nicht genau bekannt. Im Jahr 1837 stand ein anderes Haus neben dem Gutshof, wie durch ein mit Breitmann signiertes Gemälde belegt ist. Stilistisch gehört der Schweizerstil des jetzigen Hauses in die zweite Hälfte des 19. Jahrhunderts, laut dem entsprechenden Eintrag im Baugeschichtlichen Atlas der Stadt München kann es nicht vor 1858 errichtet worden sein. Im Laufe der Zeit wechselten sowohl die Eigentümer als auch die Nutzung des Hauses mehrfach. So soll es um die Jahrhundertwende zum 20. Jahrhundert als Rückzugsort für Hochzeitspaare und nach dem Zweiten Weltkrieg als Wohnraum für zwei Familien gedient haben. Ab 1988 stand es leer, die Bausubstanz litt stark und das Haus begann zu verfallen. Mitte der 1990er Jahre wurden verstärkt Anstrengungen unternommen, das Gebäude zu retten und es einer neuen Nutzung zuzuführen. Ein neuer Eigentümer ließ es 1998 bis 1999 sanieren. Das Haus kann heute für private Feiern gemietet werden.

## Legende
Über das Gebäude wird die unzutreffende Legende erzählt, dass es sich um ein königliches Liebesnest gehandelt habe, als sich Lola Montez, die nicht standesgemäße Geliebte des Königs Ludwig I., am 11. Februar 1848 in diesem Haus versteckt habe, als es ihretwegen zu Unruhen in München kam. Daher wird es auch als Lola-Montez-Haus vermarktet.
Diese Angaben sind falsch. Zum einen durch das nicht völlig geklärte Baujahr nach 1858, womit ein Aufenthalt Montez ausgeschlossen ist. Zum anderen verbrachte Montez die erste Nacht nach ihrer Flucht aus der Stadt auf dem anderen Isarufer in einem  Gasthof in Großhesselohe, wie ein Brief aus ihrer Hand an den König belegt. Die nächste Nacht zog sie sich in die Blutenburg zurück und floh dann über Lindau in die Schweiz.
Als Auslöser für die fehlerhafte Annahme kommt ein Brief in Frage, den Josefine Kaulbach an ihren Mann Wilhelm von Kaulbach schrieb. Darin ging es aber um einen völlig anderen Zeitpunkt, nämlich soll Lola Montez demnach im April 1847 die Menterschwaige aufgesucht haben, um ein Duell zwischen ihrem Geliebten Friedrich Nußbaumer und einem Offizier zu verhindern. Ob sich das so zugetragen hat und ob Montez bei dieser Gelegenheit in der Menterschwaige übernachtet hat, ist ungeklärt, da Josefine Kaulbach wohl nur ein Gerücht wiedergab, das in München über die prominente Tänzerin umlief.